# 33.ª Avenida Sureste
La 33ª Avenida Sureste es una de las avenidas que recorre la ciudad de Managua en sentido norte y sur.

## Trazado
La 33.ª Avenida Sureste inicia al norte de la ciudad de Managua en el Barrio Pedro Joaquín Chamorro. La pista inicia dividiendo el Barrio Pedro Joaquín Chamorro y el Barrio Las Torres, dirigiéndose al sur pasando por el Barrio San Luis Norte, cerca de la Pista Pedro Joaquín Chamorro, luego de pasar por el Barrio San Luis Sur, la avenida incercepta con la Pista Larreynaga en la Colonia Tenderí, pasando por la Calle Central, 2.ª A Calle Sureste, 2.ª B Calle Sureste, 3.ª Calle Sureste, 5.ª Calle Sureste hasta finalizar en la 6.ª Calle Sureste.

## Barrios que atraviesa
La avenida pasa por los barrios de Larreynaga, Colonia Tenderí, Barrio San Luis Norte, Barrio San Luis Sur, Barrio Pedro Joaquín Chamorro.